# Graukresse
Die Graukresse (Berteroa incana), auch Gewöhnliche Graukresse genannt, ist eine Pflanzenart aus der Gattung der Graukressen (Berteroa) innerhalb der Familie der Kreuzblütengewächse (Brassicaceae). Das natürliche Verbreitungsgebiet liegt in Eurasien und sie ist in Nordamerika ein Neophyt. Auffallend ist die graugrünfilzige Behaarung, eine Anpassung, um Trockenheit zu überstehen.

## Beschreibung

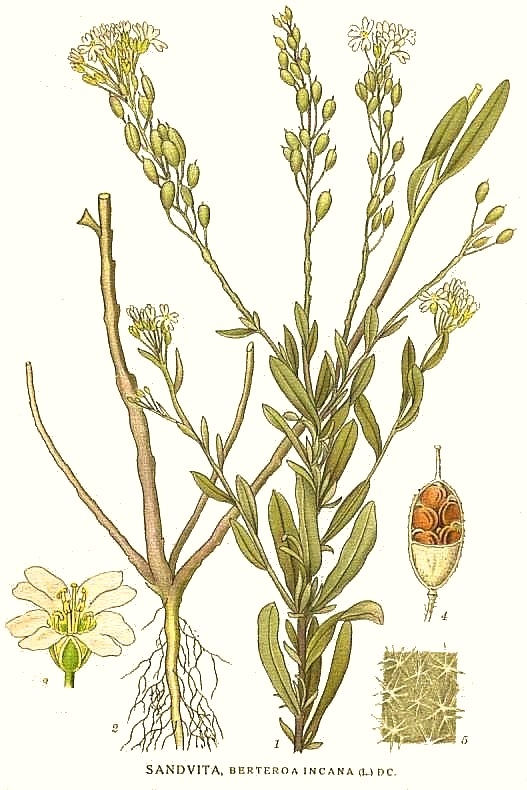
Illustration

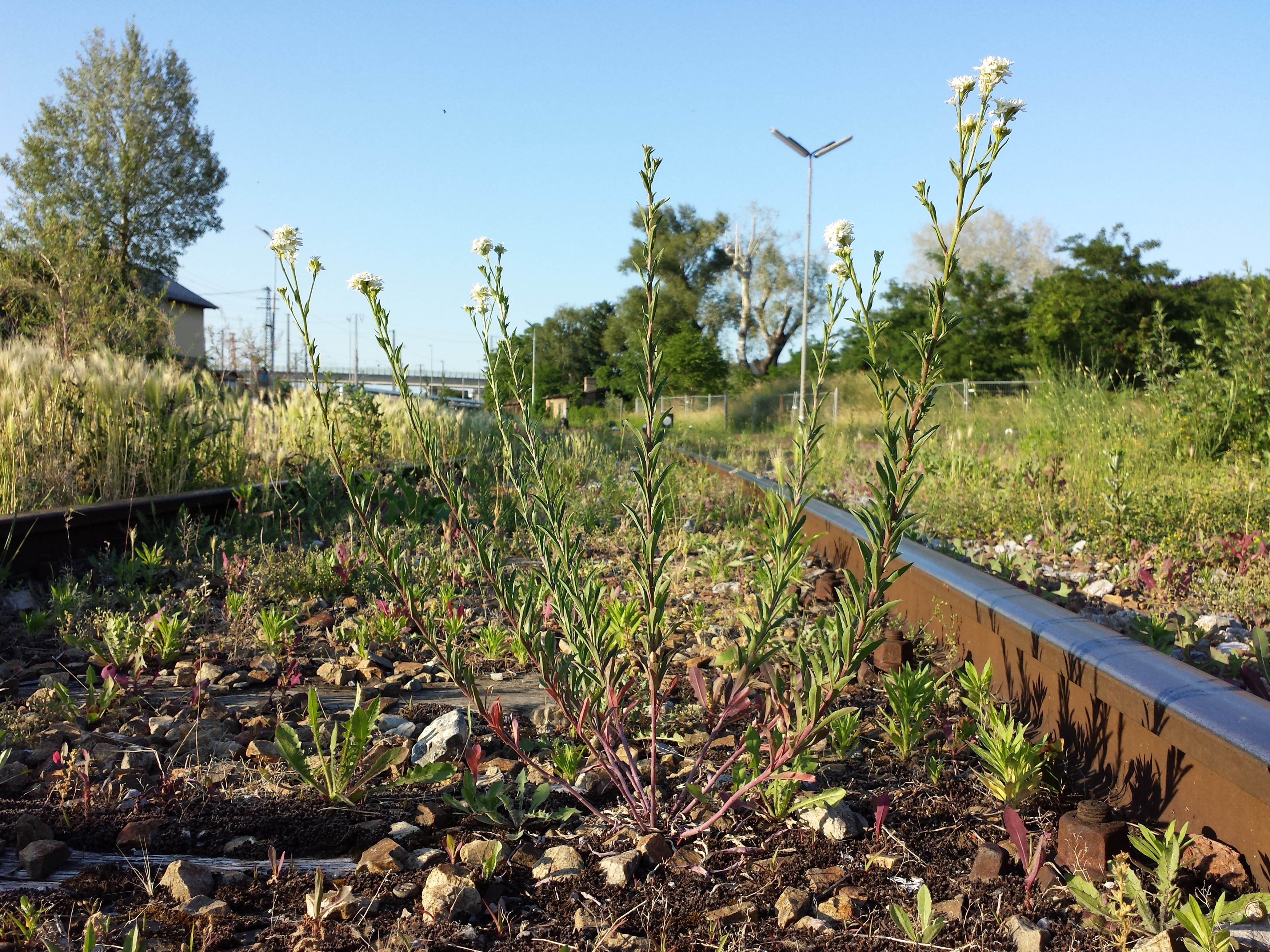
Habitus

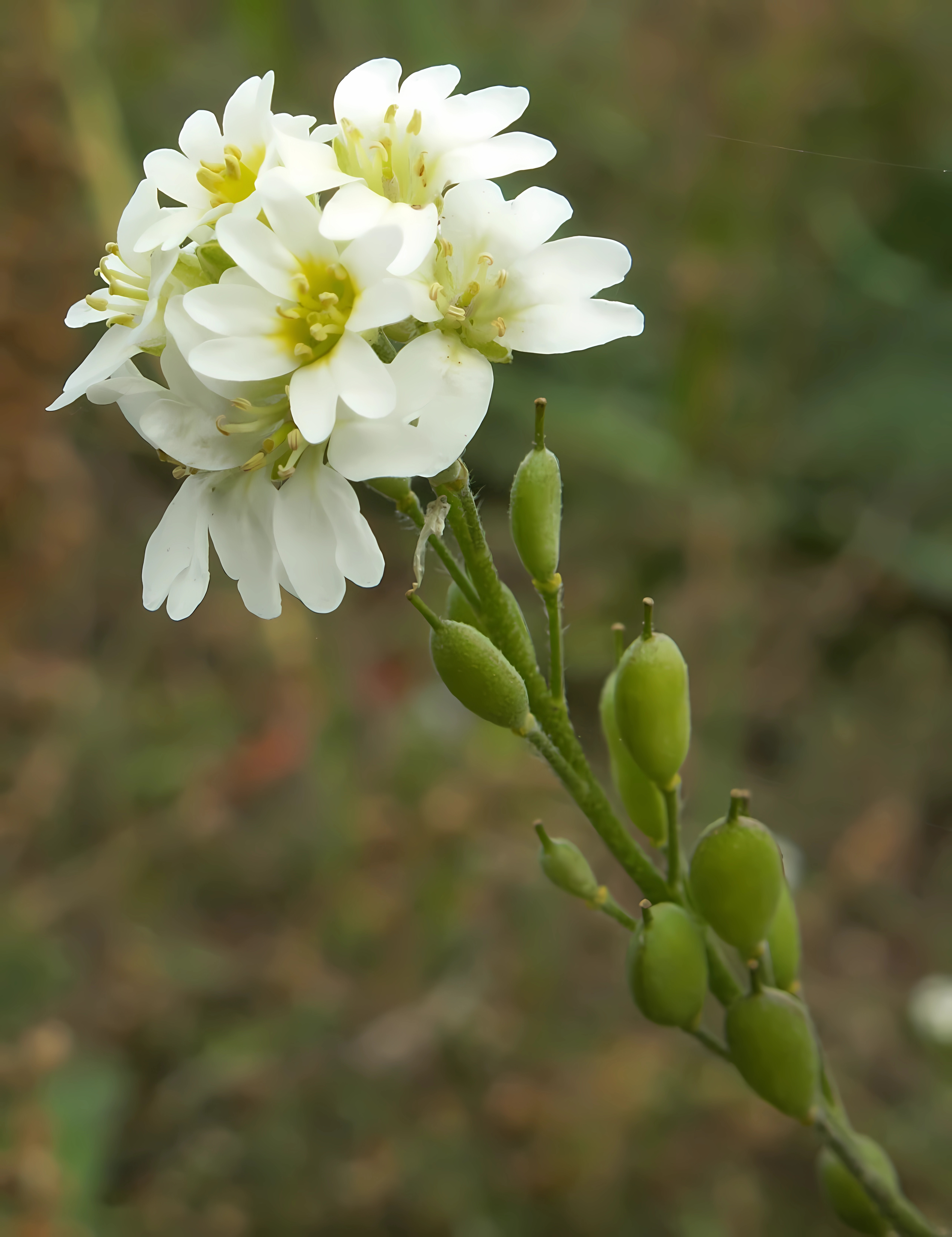
Blütenstand mit vierzähligen Blüten und Früchten

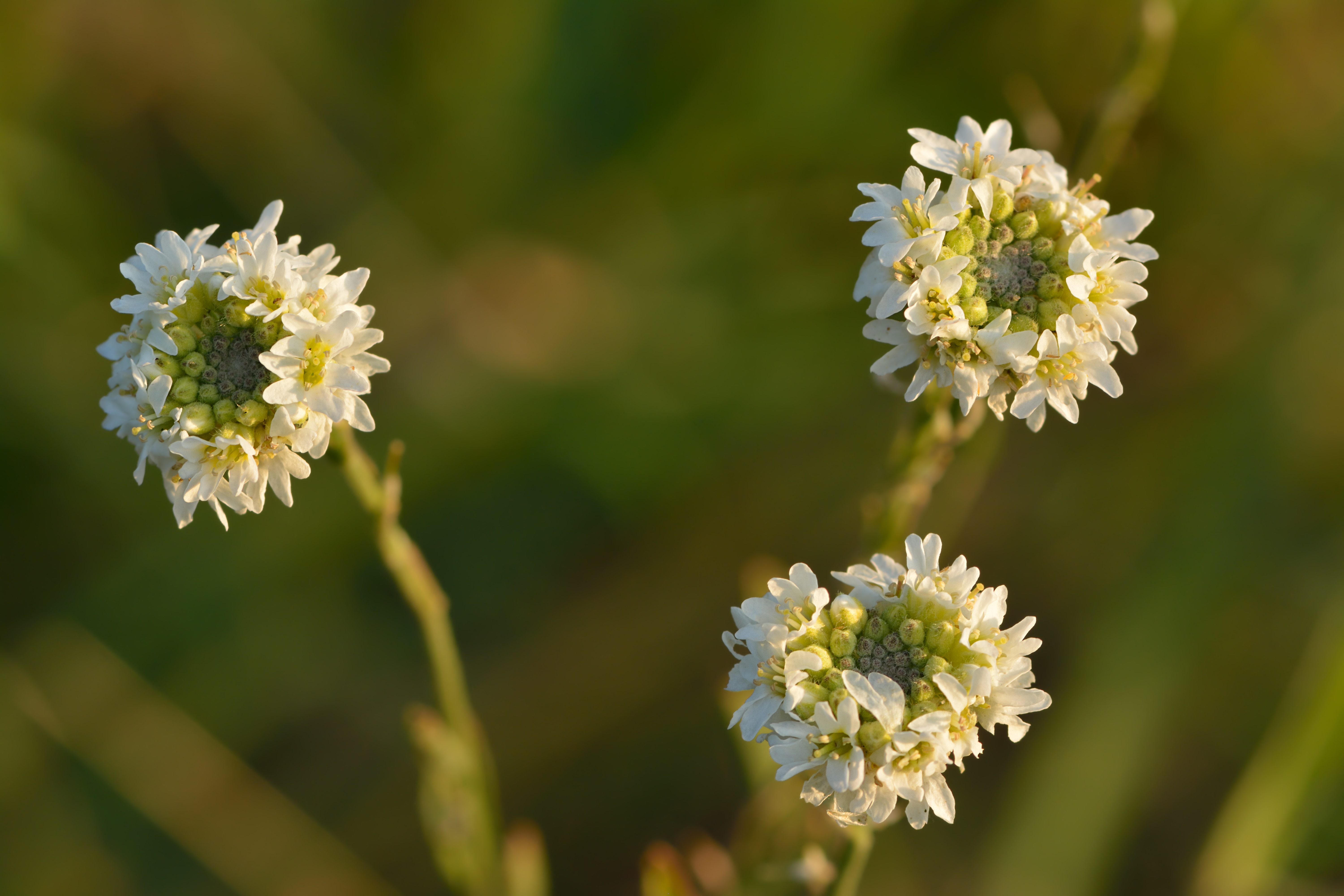
Blütenstände

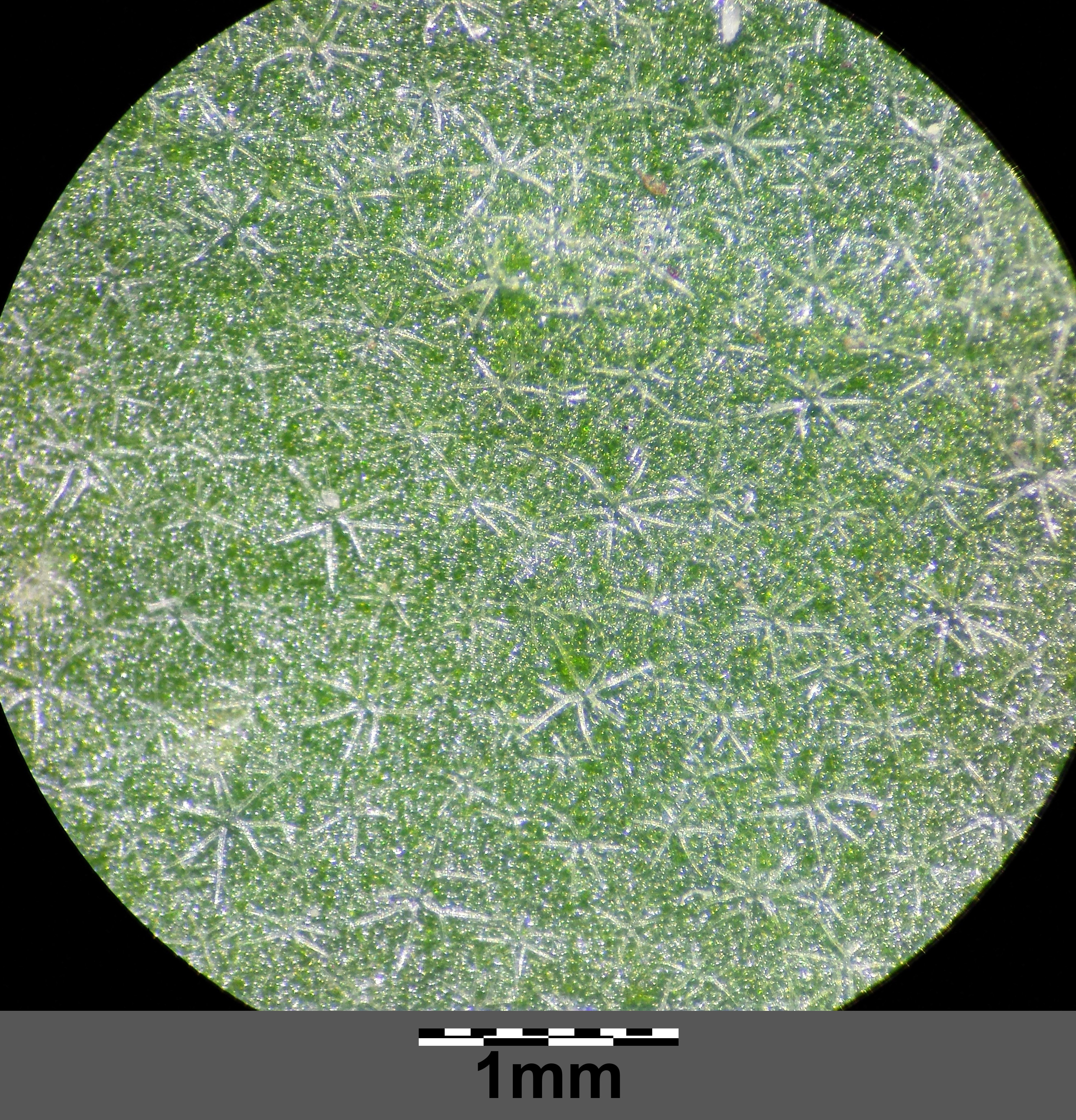
Laubblatt-Unterseite mit Sternhaaren

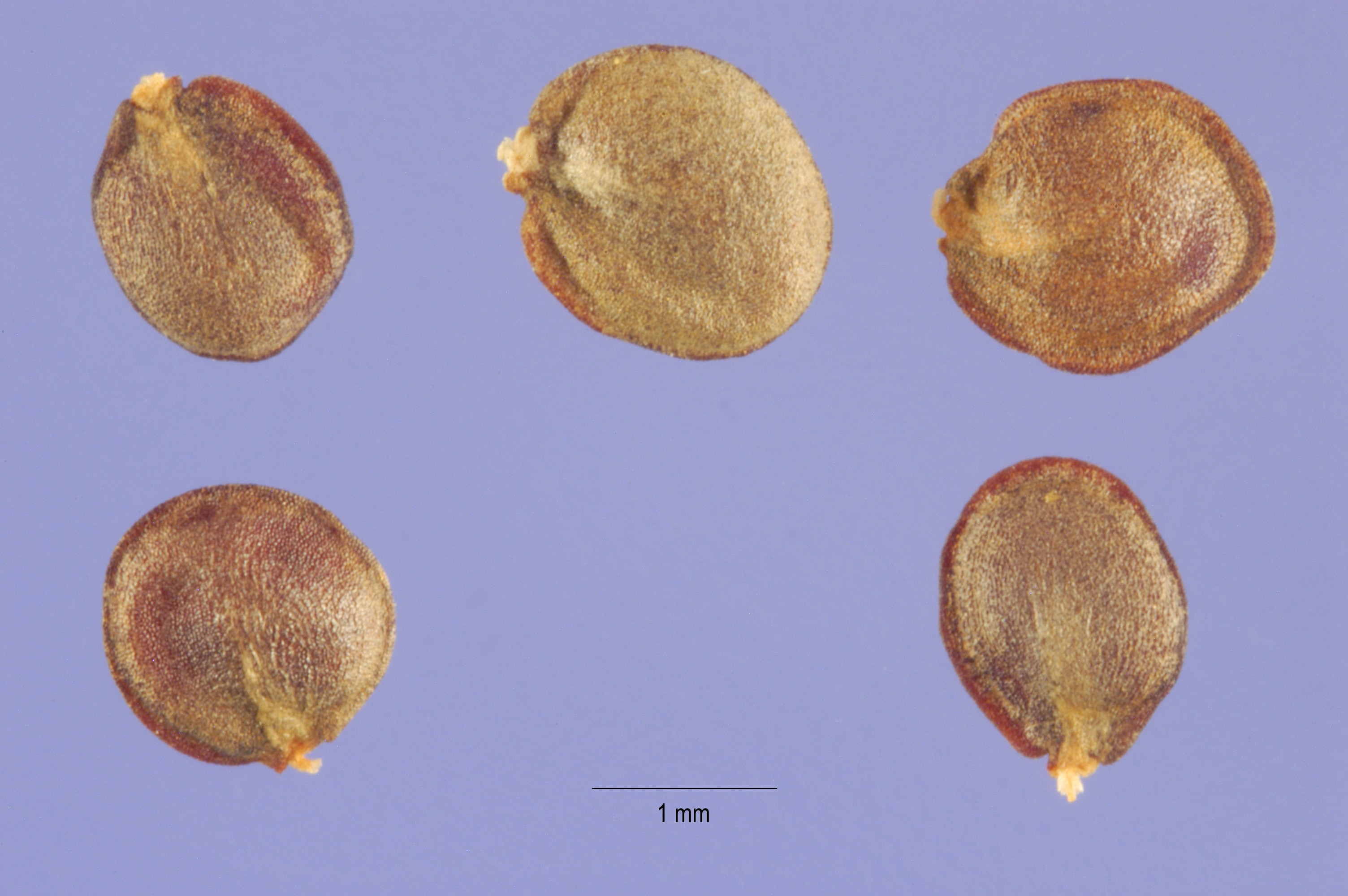
Samen

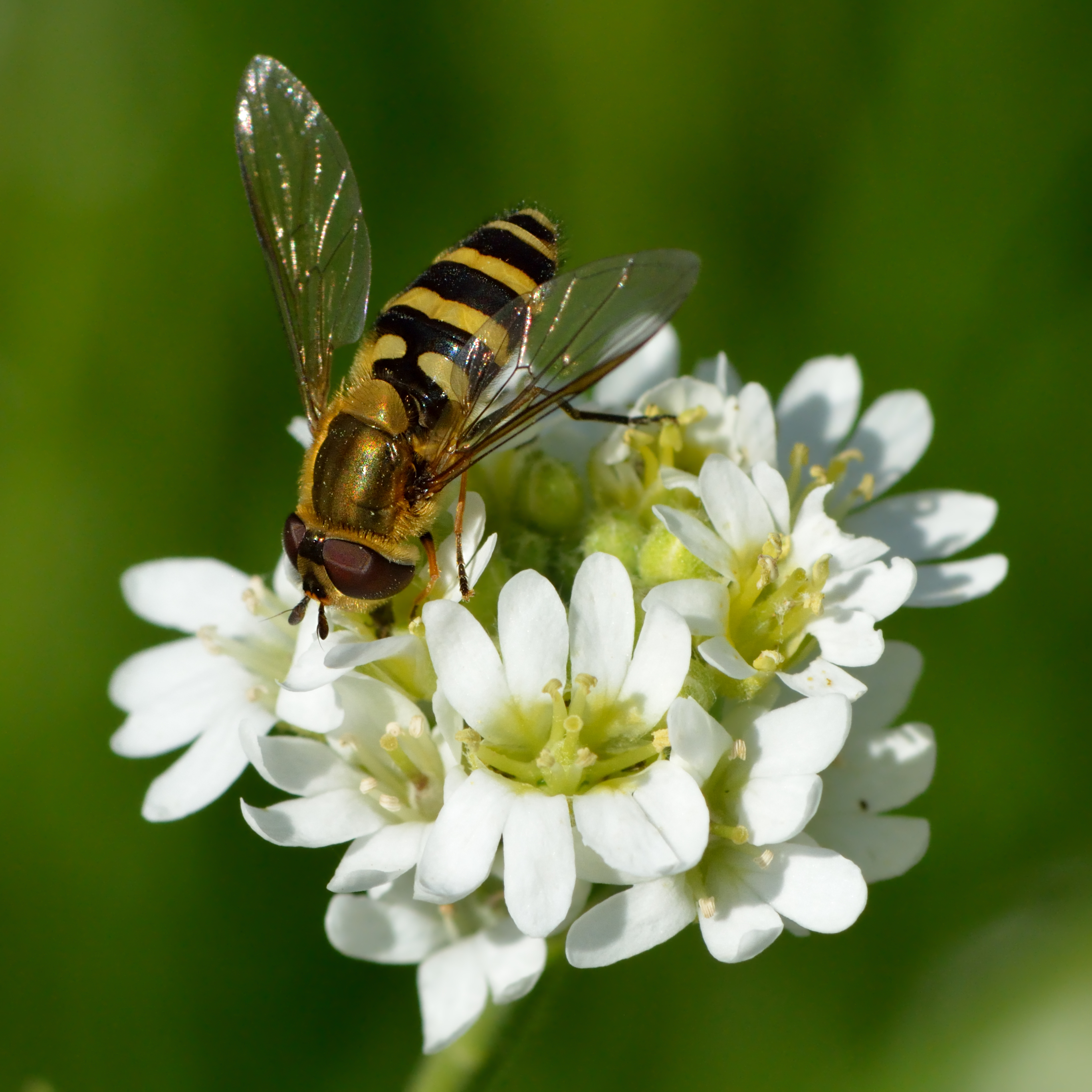
Blütenbesuch durch Syrphus ribesii

### Vegetative Merkmale
Die Graukresse ist eine ein- oder zweijährige krautige Pflanze, die Wuchshöhen von 20 bis 80, in seltenen Fällen auch bis zu 110 Zentimetern erreicht. Sie ist graugrünfilzig mit Sternhaaren bedeckt. Es wird ein einzelner oder einige wenige Stängel gebildet, die selbstständig aufrecht stehen und sich häufig verzweigen.
Die Grundblätter sind gestielt und die einfache Blattspreite ist bei einer Länge von meist 3,5 bis 8 (2,5 bis 10) Zentimetern verkehrt-lanzettlich mit welligem oder ganzrandigem Blattrand; zur Anthese sind sie meist verdorrt. Die Stängelblätter sind sitzend und ganzrandig mit spitzem oder stumpfem oberen Ende.

### Generative Merkmale
Es werden schirmtraubige Blütenstände gebildet. Die zwittrigen Blüten sind vierzählig. Die Kelchblätter stehen aufrecht und sind 2 bis 2,5 Millimeter lang. Die vier weißen Kronblätter sind meist 5 bis 6,5 (4 bis 8) Millimeter lang und tief gespalten. Die Staubfäden sind weiß. Die Staubbeutel sind bei einer Länge von 0,5 bis 1 Millimetern länglich.
Die Schötchen sind bei einer Länge von meist 5 bis 8,5 Millimetern sowie einer Breite von 2,5 bis 4 Millimetern im Umriss länglich bis elliptisch.

### Chromosomensatz
Die Chromosomengrundzahl beträgt x = 8; es liegt Diploidie mit einer Chromosomenzahl von 2n = 16 vor.

## Ökologie und Phänologie
An der Basis der Staubblätter wird Nektar abgesondert. Bestäuber sind Schwebfliegen, Bienen und Schmetterlinge.
Im nördlichen China blüht die Graukresse von Mai bis August und die Früchte reifen von Juni bis September. Für Deutschland wird die Blütezeit mit Juni bis Oktober angegeben.

## Vorkommen
Ihr natürliches, eurasiatisches Verbreitungsgebiet erstreckt sich von Südost-, Mittel- und Nordeuropa (Dänemark) über den Kaukasusraum, über Kasachstan, Kirgisistan, Tadschikistan, Usbekistan und Sibirien bis nach zur Inneren Mongolei und den chinesischen Provinzen Gansu, Liaoning sowie Xinjiang.
In Deutschland ist sie in den östlichen Teilen Brandenburgs, Mecklenburg-Vorpommerns, Sachsens und Bayerns heimisch. In vielen Gebieten, beispielsweise im übrigen West- und Süddeutschland, den Niederlanden, Belgien, Frankreich, dem Vereinigten Königreich, Irland, Norwegen, Schweden, Island und weiten Gebieten Nordamerikas ist sie ein Neophyt.
In Nordamerika sollte diese Invasive Art bekämpft werden.
In Mitteleuropa wächst sie in der collinen bis montanen Höhenstufe auf sandigen und steinigen, trockenen Ruderalflächen und an Wegrändern. Berteroa incana ist in Mitteleuropa eine Charakterart des Berteroetum incanae aus dem Verband Dauco-Melilotion, kommt aber auch in stickstoffbeeinflussten Pflanzengesellschaften der Klassen Sedo-Scleranthetea oder Agropyretea vor. Man findet sie oft zusammen mit der Dach-Trespe (Bromus tectorum) oder Arten der Gattung Nachtkerzen (Oenothera). Die Graukresse steigt im Engadin bis zu einer Höhenlage von 1700 Meter auf.
In Österreich tritt die Graukresse im pannonischen Gebiet sehr häufig auf, sonst zerstreut bis selten.
Die ökologischen Zeigerwerte nach Landolt et al. 2010 sind in der Schweiz: Feuchtezahl F = 1+ (trocken), Lichtzahl L = 4 (hell), Reaktionszahl R = 3 (schwach sauer bis neutral), Temperaturzahl T = 4 (kollin), Nährstoffzahl N = 3 (mäßig nährstoffarm bis mäßig nährstoffreich), Kontinentalitätszahl K = 4 (subkontinental).

## Systematik
Die Erstveröffentlichung dieser Art erfolgte 1753 Carl von Linné unter dem Basionym Alyssum incanum in Species Plantarum, Tomus II,  Seite 650. Wegen der grauen Behaarung wählte Linné das Artepitheton incana, das „grau“ bedeutet. Robert Brown stellte sie als Farsetia incana (L.) R.Br. zur Gattung Farsetia. Augustin Pyrame de Candolle stellte sie 1821 in Regni Vegetabilis Systema Naturale ... Band 2, Seite 291 als Berteroa incana (L.) DC. in die Gattung Berteroa.
Die Art Berteroa incana gehört zur Gattung Berteroa aus Tribus Alysseae innerhalb der Familie der Brassicaceae.

## Trivialnamen
Als weitere Bezeichnung für die Graukresse ist für Schlesien auch der Name weiße Wegekresse belegt.

## Verwendung
Das aus den Samen gewonnene „Kresseöl“ wird lokal als Speiseöl oder als technisches Öl genutzt.

## Inhaltsstoffe und Toxizität
Graukresse weist einen mäßigen Gehalt an antioxidativ wirksamen Polyphenolen auf, darunter hauptsächlich Isoquercetin, Quercetin, Sinapinsäure und Ferulasäure. Wie für Kreuzblütler typisch enthält die Graukresse Senfölglycoside, die auch für den hohen Schwefelgehalt der Pflanzen verantwortlich sind. Der Schwefelgehalt in Graukresse ist selbst für Kreuzblütler ungewöhnlich hoch. Konkret wurden in den Samen die Senfölglycoside Glucoberteroin und Glucoalyssin nachgewiesen. Einer anderen Studie zufolge enthält die Pflanze die Senfölglycoside Glucoberteroin, Sinalbin und Glucotropaeolin.
In größeren Mengen, also wenn die Pflanze mindestens 30 % der Nahrung ausmacht, wirkt es toxisch auf Pferde. Dabei zeigt sich insbesondere eine hämolytische Wirkung, die auch zum Tode führen kann.